# Japanse aanspreekvormen
Het Japans kent veel aanspreekvormen.

## Bekende aanspreekvormen
| Aanspreekvorm           | Ruw Nederlandse equivalent | Situatie |
| ----------------------- | --- | --- |
| San (さん)              | Meneer / Mevrouw / Juffrouw | Standaard beleefheidsniveau. Bv. collega's en bazen op het werk, kenissen, onbekenden. Ook gebruikt voor uitbaters en verkopers in zaken, bv. een verkoper in een boekenwinkel (本屋 honya) is een honyasan (本屋さん). |
| Sama (様、さま)         | Meneer / Mevrouw Geachte klant (お客様 okyakusama) Dames en heren (皆様 minasama) Edelachtbare (rechters) Geachte (aanhef in een brief) | Beoogt veel respect. |
| Kun (君、くん)          | | Schoolleerkrachten tegenover hun studenten, oudere collega's tegen jongere collega's, vrienden. |
| Chan (ちゃん)           | -tje of Schat | Voornamelijk gebruikt voor meisjes en kleine kinderen, hechte vrienden of een lief. Soms ook voor jongens, bv. bij een bijnaam.                                                                                         |
| Tan (たん)              | -tje | Baby's, moe (kawaii) antropomorfisme |
| Senpai (先輩、せんぱい) | | Oudere collega's en studenten |
| Sensei (先生、せんせい) | Teacher / Master (in the sense of "master and disciple") / Doctor / Professor / Dokter                                                  | Leerkrachten, experten in hun kennisgebied, zoals artsen, artiesten (waaronder mangaka) of rechters. |
| Hakase (博士、はかせ)   | Doctor, Professor | Personen met een heel hoge academische expertise |
| Heika (陛下、へいか)    | Uwe Majesteit | Keizer, Keizerin |
| Denka (殿下、でんか)    | | Prinsen en prinsessen van het Japanse keizershuis |
| Kakka (閣下、かっか)    | | |